# 니콜라 모로 (축구 선수)
니콜라 모로(크로아티아어: Nikola Moro, 1998년 3월 12일 ~ )는 크로아티아의 축구 선수로 포지션은 수비형 미드필더이다. 현재는 이탈리아 세리에 A의 볼로냐 소속으로 뛰고 있다.

## 클럽 경력
크로아티아 스플리트 출신으로 6세 시절에 솔린에서 축구를 시작했다. 어린 시절에는 하이두크 스플리트의 팬이었기 때문에 그의 아버지도 자신의 아들이 하이두크 스플리트에 합류하기를 원했다고 한다. 하지만 11세 시절에 자그레브로 이주하면서 디나모 자그레브 아카데미에 합류하게 된다.
2014년부터 디나모 자그레브 유스 아카데미 선수로 활동했고 2016년 5월에 열린 로코모티바 자그레브와의 리그 경기에 90분 동안 출전하면서 데뷔했다. 2016년 12월 7일에 열린 유벤투스와의 2016-17년 UEFA 챔피언스리그 조별 예선 원정 경기에 출전하면서 UEFA 챔피언스리그 무대에 데뷔했는데 디나모 자그레브는 유벤투스에 0-2 패배를 기록했다. 2017년 2월 22일에는 디나모 자그레브와의 계약을 2022년까지 연장했다.
2018년 3월 27일에 열린 크로아티아와 몰도바 간의 U-21 국가대표팀 경기에서 십자 인대 파열 부상을 당하면서 한동안 경기에 출전하지 못했다가 2018년 9월 26일에 열린 슬로가 므라빈체와의 크로아티아컵 경기에 출전하면서 복귀했다. 2019년 2월 14일에 열린 빅토리아 플젠과의 2018-19년 UEFA 유로파리그 32강전 홈 경기에 출전하면서 UEFA 유로파리그 무대에 데뷔했는데 디나모 자그레브는 빅토리아 플젠에 1-2 패배를 기록했다.
2019년 11월 6일에 열린 샤흐타르 도네츠크와의 2019-20년 UEFA 챔피언스리그 조별 예선 홈 경기에서는 후반전 29분에 퇴장을 당했는데 디나모 자그레브는 샤흐타르 도네츠크와 3-3 무승부를 기록했고 UEFA 챔피언스리그 16강전 진출에 실패하고 말았다. 디나모 자그레브 소속으로 활동하면서 팀의 프르바 HNL 4회 우승, 크로아티아컵 2회 우승, 크로아티아 슈퍼컵 1회 우승에 기여했다.
2020년 8월 17일에는 러시아 프리미어리그 소속 축구 클럽인 디나모 모스크바와 5년 계약을 체결했다. 2020년 8월 19일에 열린 로스토프와의 리그 경기에서 후반전 24분에 다닐 포민과 교체되어 들어오면서 데뷔했는데 디나모 모스크바는 로스토프에 2-0 승리를 기록했다. 2020년 10월 18일에는 CSKA 모스크바와의 리그 경기에서 첫 골을 기록했으나 디나모 모스크바는 CSKA 모스크바에 1-3 패배를 기록했다.

## 국가대표 경력
크로아티아 U-16, U-17, U-19 축구 국가대표팀 선수로 활동했으며 칠레에서 개최된 2015년 FIFA U-17 월드컵에서는 크로아티아의 8강전 진출에 기여했다.

## 수상
- 프르바 NHL 4회 우승 (2015-16, 2017-18, 2018-19, 2019-20)
- 크로아티아컵 2회 우승 (2015-16, 2017-18)
- 크로아티아 슈퍼컵 1회 우승 (2019)